# Trofors (stacja kolejowa)
Trofors – stacja kolejowa w Trofors, w regionie Nordland w Norwegii, jest oddalona od Trondheim o 367,24 km. Jest położona na wysokości 81,1 m n.p.m.

## Ruch dalekobieżny
Leży na linii Nordlandsbanen. Stacja przyjmuje trzy pary pociągów do Trondheim i Bodø.

## Obsługa pasażerów
Poczekalnia, wiata, kasa biletowa, automat biletowy, parking na 40 miejsc, ułatwienia dla niepełnosprawnych, przystanek autobusowy, postój taksówek..